# Ấn phẩm Hiệp ước Nam Cực
Ấn phẩm Hiệp ước Nam Cực là một loại tem bưu chính được Bộ Bưu điện Hoa Kỳ phát hành vào ngày 23 tháng 6 năm 1971. Ấn phẩm do Howard Koslow thiết kế nhân dịp kỷ niệm mười năm ký kết Hiệp ước Nam Cực. Đáng chú ý hơn, đây là sản phẩm đầu tiên của Koslow khi ông bước vào lĩnh vực thiết kế tem bưu chính.
Con tem có mệnh giá tám xu (8 cent). Tổng cộng có 130 triệu con tem được phát hành.

## Bối cảnh
Ngày 1 tháng 12 năm 1959, Hoa Kỳ và 11 quốc gia khác tham gia ký kết Hiệp ước Nam Cực. Trong số đó, 7 quốc gia Argentina, Úc, Chile, Pháp, New Zealand, Na Uy và Vương quốc Anh có các yêu sách lãnh thổ đối với Nam Cực. Trong hai ngày 18 và 19 tháng 11 năm 1968, cuộc họp tư vấn lần thứ năm của các quốc gia tham gia hiệp ước được tổ chức tại Paris. Trong thời gian diễn ra cuộc họp, vấn đề tem kỷ niệm Hiệp ước của các quốc gia thành viên tham gia ký kết Hiệp ước Nam Cực được đưa ra thảo luận.

## Phát hành

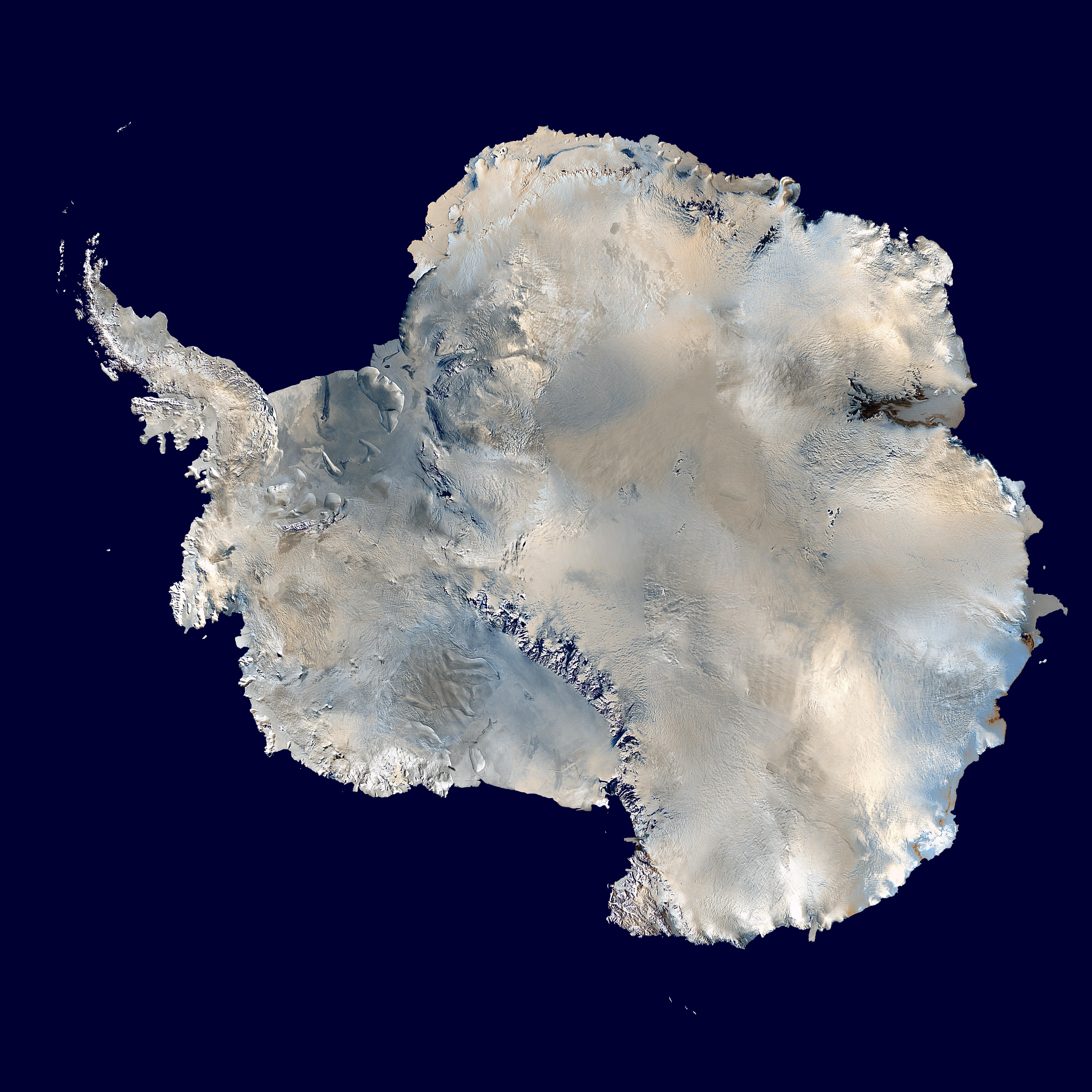
Ấn phẩm Hiệp ước Nam Cực kỷ niệm Hiệp ước Nam Cực cung cấp khuôn khổ điều chỉnh các quyền tiếp cận Nam Cực (ảnh minh họa).

Việc phát hành Ấn phẩm Hiệp ước Nam Cực được thông báo trên truyền thông vào tháng 5 năm 1971. Ngày 23 tháng 6 năm 1971, nhân dịp kỷ niệm lần thứ 10 (mười năm) ngày Hiệp ước Nam Cực có hiệu lực, loại tem này chính thức phát hành.
Ấn phẩm Hiệp ước Nam Cực được phát hành chính thức thông qua một buổi lễ giới thiệu tại thủ đô Washington, DC, Hoa Kỳ. Tham dự buổi lễ có Ngoại trưởng Hoa Kỳ William P. Rogers, giám đốc điều hành Cơ quan Dịch vụ Bưu chính Hoa Kỳ Winton M. Blount, và các đại sứ đến từ các quốc gia thành viên Hiệp ước Nam Cực tại Hoa Kỳ. Trong buổi lễ này, Blount đã tặng một album tem cho đại sứ Liên Xô Anatoly Dobrynin.
Tem Hiệp ước Nam Cực được in ấn và phát hành với số lượng ấn định là 130 triệu con.

### Mẫu tem gốc
Một mẫu tem vốn là mẫu gốc của loại tem này lưu trữ trong Bộ sưu tập Philatelic quốc gia Hoa Kỳ, hiện đang lưu trữ tại Bảo tàng Bưu chính Quốc gia Hoa Kỳ. Năm 2013, Cơ quan Dịch vụ Bưu chính Hoa Kỳ (USPS) đã bán đấu giá trên eBay một mẫu khác của Ấn phẩm Hiệp ước Nam Cực có chữ ký của giám đốc điều hành Blount. Mẫu này là một trong hai mẫu tem gốc của Ấn phẩm Hiệp ước Nam Cực hiện lưu giữ trong Bộ sưu tập Philatelic quốc gia Hoa Kỳ. Tem được đấu giá thành công với giá trị chuyển nhượng 1.099,99 USD.

## Thiết kế
Họa sĩ thiết kế tem bưu chính nổi tiếng người Mỹ Howard Koslow là người thiết kế con tem này. Đáng chú ý, đây là thiết kế tem bưu chính đầu tiên của ông. Hình ảnh trên con tem là hình ảnh bản đồ Nam Cực có màu trắng nằm phía trên nền màu xanh dương, được chỉnh lại từ thiết kế logo sử dụng trong tài liệu của các cuộc họp tư vấn Hiệp ước. Trước đó vào năm 1965, Ủy ban đặc biệt về nghiên cứu Nam Cực của Hội đồng Khoa học Quốc tế đã đề nghị thiết kế một con tem nhằm kỷ niệm hiệp ước, trong đó tem phải có hình ảnh nổi bật về bản đồ Nam Cực. Do có nhiều quốc gia tuyên bố chủ quyền trên nhiều phần lãnh thổ khác nhau thuộc Nam Cực, nên để tránh các vấn đề liên quan tới tranh chấp lãnh thổ, nên con tem được khuyến khích có thiết kế đơn giản, nội dung chính tập trung vào bản đồ Nam Cực. Việc thiết kế con tem là một vấn đề mang tầm vóc chính trị to lớn.
Con tem có mệnh giá tám xu (8 cent) Hoa Kỳ.

## Tem liên quan
Ngoài Hoa Kỳ, các quốc gia khác tham gia vào Hiệp ước Nam Cực cũng phát hành tem kỷ niệm nhân kỷ niệm mười năm hiệp ước của riêng họ.
Năm 1991, nhân dịp kỷ niệm Hiệp ước Nam Cực lần thứ 50, Hoa Kỳ đã phát hành một mẫu tem khác kỷ niệm Hiệp ước này. Howard Koslow trở lại thiết kế mẫu tem khác loại tem thư bưu chính đường hàng không với giá 50 xu, tem in hình tàu phá băng USS Glacier (AGB-4) ở gần đảo Ross.